# Johann Wilhelm Mathias Henning
Johann Wilhelm Mathias Henning (* 26. Juli 1783 in Rügenwalde; † 5. Juni 1868 in Zürich) war ein deutscher evangelischer Theologe, Pädagoge und Geographiedidaktiker, der drei Jahre als Schüler und Mitarbeiter Johann Heinrich Pestalozzis in Yverdon wirkte. 1812 veröffentlichte er dort seine „Elementargeographie“, mit der er in starkem Maße die Entwicklung der zeitgenössischen Heimatkunde (vgl. insbes. Wilhelm Harnisch) und Weltkunde mitgeprägt hat. Als Direktor des Lehrerseminars in Köslin galt er im 19. Jahrhundert als Reformer des Schulwesens in Hinterpommern.

## Leben und Wirken

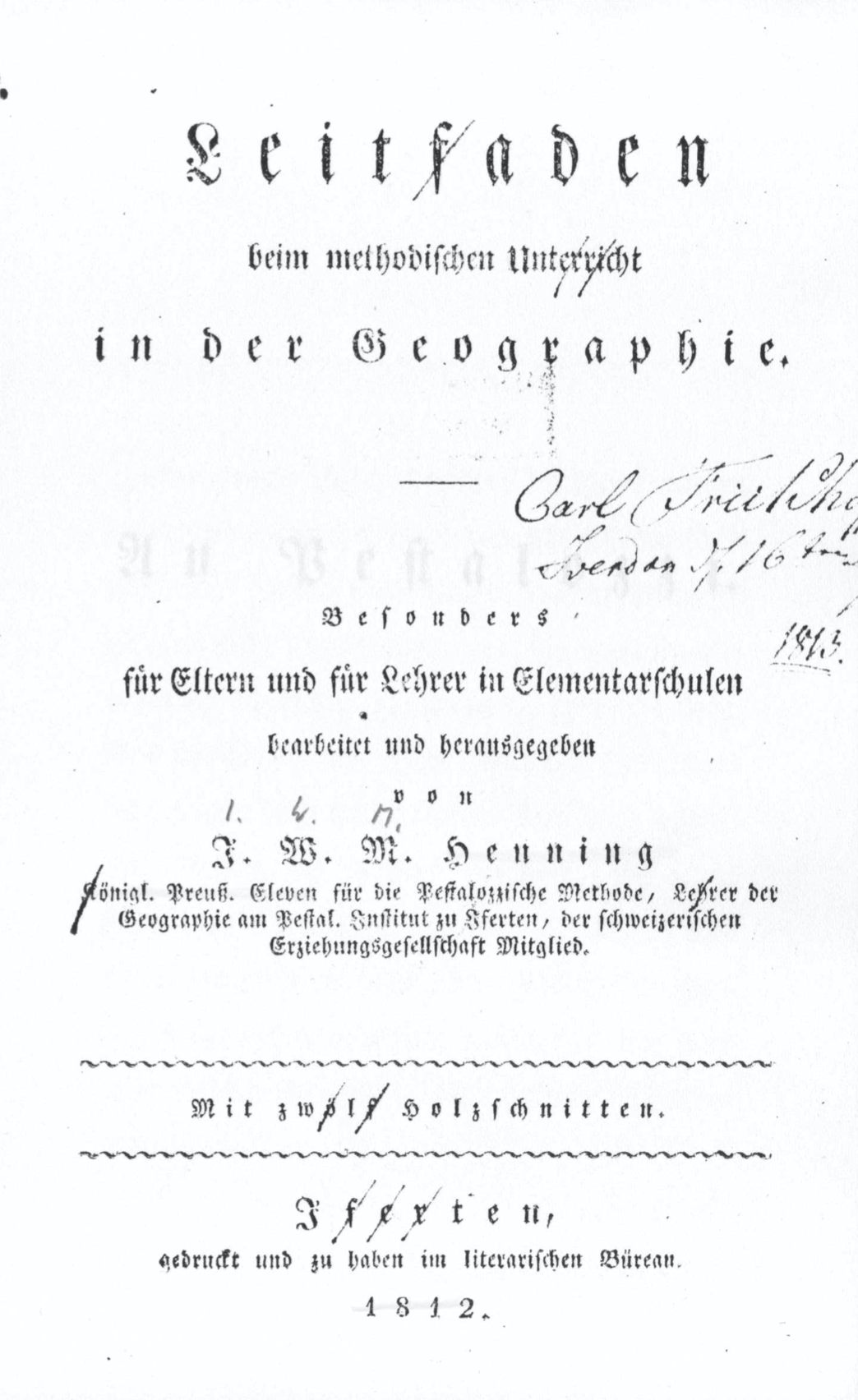
Leitfaden in der Geographie

Henning wurde als Sohn eines Justizrates geboren. Von 1803 bis 1806 studierte er in Halle Theologie (u. a. bei Friedrich Schleiermacher), wo er Christoph Bernoulli kennenlernte, der seinerzeit als Lehrer am Königlich Preußischen Pädagogium der Franckeschen Anstalten tätig war. Von Halle aus reiste Henning im September 1806 nach Basel, um an der dort von Bernoulli gegründeten Lehranstalt den Religionsunterricht zu übernehmen. Von Basel aus besuchte er im Juli 1807 erstmals Pestalozzis neu gegründetes Institut in Yverdon (damals Iferten), das ihn stark beeindruckte. Von 1809 bis 1812 gehörte Henning zu den „Preußischen Eleven“, die die Preußische Regierung (auf Empfehlung des Sektionschefs für Kultus im Preußischen Innenministerium Georg Heinrich Ludwig Nicolovius) zum Studium der als zukunftsweisend eingestuften Pestalozzischen Methode nach Yverdon entsandten.
Am Pestalozzischen Institut waren Hennings Schwerpunkte vor allem der Unterricht in deutscher Sprache, Geschichte sowie Geographie und er hielt auch Predigten. Zum Abschluss seiner Arbeiten in Yverdon veröffentlichte er, gestützt auf Vorarbeiten seines Burgdorfer Kollegen Johann Georg Tobler, im Jahr 1812 seinen richtungsweisenden Leitfaden beim methodischen Unterricht in der Geographie, der die Pestalozzische Elementarmethode mit der zeitgenössischen Geographie (insbesondere Carl Ritter, Alexander von Humboldt, Johann August Zeune) und Geographiedidaktik verknüpft.  Das Buch widmete er in Dankbarkeit Pestalozzi. Anders als Harnisch sprach er darin nicht von Heimatkunde, sondern von „Elementargeographie“; sein Einfluss auf Harnisch ist aber unverkennbar. Oskar Singer wies bereits 1914 nach, dass Harnisch teilweise wörtlich Passagen aus Hennings Elementargeographie in seine Heimaths- und Weltkunde übernommen hatte.
Nach seiner Rückkehr aus Yverdon war Henning als Seminarlehrer in Breslau (1812–1815), in Bunzlau (1815–1827) und schließlich Seminardirektor des Lehrerseminars im pommerschen Köslin (1827–1851) tätig, wo er auch seit 1835 das Monatsblatt für Pommern‘s Volksschullehrer herausgab (1. – 12. Jg. Köslin, 1835–1846). 1839 wurde er zum Ehrenbürger der Stadt Köslin ernannt. 1857 zog er mit seiner aus Zürich stammenden Frau Martha geb. Pfenninger in deren Heimatstadt. Zeitlebens engagierte sich Henning in Vorträgen und Aufsätzen geradezu ‚enthusiastisch‘ für die Verbreitung der Pestalozzischen Grundsätze und Schriften. Henning ist auch eine der ersten Biographien Pestalozzis zu verdanken, die er in sieben Teilen von 1815 bis 1817 in der Zeitschrift Schulrat an der Oder veröffentlichte. Für die Pestalozzi-Forschung war und ist dieser frühe authentische, stark emotional gefärbte Bericht von besonderer Bedeutung.

## Schriften (Auswahl)
- Leitfaden beim methodischen Unterricht in der Geographie. Besonders für Eltern und für Lehrer in Elementarschulen. Iferten (gedruckt und zu haben im literarischen Büreau) 1812.
- (Hrsg.): Monatsblatt für Pommern‘s Volksschullehrer (zur Beförderung wahrer Geistes- und Herzenseinigung in christlicher Führung des Schulamts). KöslinDruck und Verlag Hendess. 1835-1846
- J.W.M. Henning (anfangs anonym): Mitteilungen über Heinrich Pestalozzis Eigentümlichkeit, Leben und Erziehungsanstalten. In: Daniel Krüger und Wilhelm Harnisch (Hrsg.): Der Schulrath an der Oder für Vorsteher der Volksschulen, Lehrer an denselben und andere Freunde und Beförderer des Volksschulwesens. Breslau bei Josef Max und Comp. 1814–1817 (insgesamt sind dort 7 Teillieferungen erschienen, die beiden letzten unter dem vollen Namen W. Henning)
- Weitere Schriften finden sich in der Forschungsbibliothek Pestalozzianum in Zürich (s. u.) Reimann erwähnt u. a. ein 98-seitiges Manuskript über den Mathematikunterricht.
- Astrid Kaiser: Rezension Hartmut Mitzlaff - J.W.M. Henning - https://www.socialnet.de/rezensionen/31548.php